# Comunitat d'aglomeració Versailles Grand Parc
La Comunitat d'aglomeració Versailles Grand Parc (en francès Communauté d'agglomération Versailles Grand Parc) és una estructura intercomunal francesa dels departaments d'Yvelines i l'Essonne, a la regió de l'Illa de França.
Creada al 2002, està formada per 19 municipis, dels quals tots són d'Yvelines menys Bièvres que pertany a l'Essonne. La seu es troba a Versalles.

## Municipis

### Yvelines
1. Bailly
2. Bois-d'Arcy
3. Bougival
4. Buc
5. Châteaufort
6. La Celle-Saint-Cloud
7. Le Chesnay
8. Fontenay-le-Fleury
9. Jouy-en-Josas
10. Les Loges-en-Josas
11. Noisy-le-Roi
12. Rennemoulin
13. Rocquencourt
14. Saint-Cyr-l'École
15. Toussus-le-Noble
16. Vélizy-Villacoublay
17. Versalles
18. Viroflay

### Essonne
1. Bièvres